# Knežina
Knežína je naselje v Sloveniji.

## Geografija
Povprečna nadmorska višina naselja je 210 m.
Pomembnejša bližnja naselja so: Mali Nerajec (3 km), Dragatuš (5 km), Vinica (10 km) in Črnomelj (14 km).